# Els Bendheim
Els Bendheim (Ámsterdam, 7 de julio de 1923- Jerusalén, 12 de enero de 2023) fue una líder, teóloga, escritora y fotógrafa judía ortodoxa holandesa.
Hija de Sophie Wilhelmina Prince y Iván Salomon. Su abuelo fue el comerciante holandés y erudito judío Eliezer Liepman Philip Prins. Su hermano era el lingüista Herman Prins Salomon. 
En 1939, la familia huyó a Canadá y se establecieron en Montreal, donde Bendheim asistió a la escuela secundaria Westmount. En 1944, se graduó en química en el Barnard College.
Bendheim publicó extensamente en inglés, hebreo y holandés sobre temas de teología, escritos rabínicos e historia judía europea.
Bendheim estaba casada con Charles Henry Bendheim, con quien tuvo siete hijos. 
Falleció el 12 de enero de 2023 a los 99 años, en Jerusalén.

## Libros
- 1986, Pereḳ Shirah: osef pesuḳim ṿe-ḳiṭʻe tefilah, (hebreo)
- 1986, The Manhattan Eruv: de los escritos de Rav Menachem M. Kasher, ed. Els Bendheim (Editorial Ktav). ISBN 9780881251104
- 1999, Parnas le-dorot: Hagahot u-maʼamarot , Liepman Philip Prins, (hebreo e inglés)
- La sinagoga interior: Eisenmann Schul de Amberes
- 1990, La lección de Amalec: una guía didáctica Mayer Herskovics, ed. Els Bendheim, (inglés y hebreo)
- 1990, Jerusalén, Judah Leyb Polak, ed. Els Bendheim, (hebreo)
- 1992, Parnas le-doro: Hitkatvut Eliʻezer Liepman, (hebreo)
- 1992, Neʻimot Elef, (hebreo)
- 1992, Liepman Philip Prins: His Scholarly Correspondence, Meyer Herskovics y Els Bendheim eds. (Nueva Jersey: Ktav)
- 1993, Carta fechada 3 Nissan 5660 (1900) de Chafetz Chaim a R. Eliezer Liepman Philip Prins , Israel Meir,  (hebreo)
- 1998, Qehilat Yaʻaqov: The Eisenmann Schul: Viñetas, (inglés)
- 1999, Eliʻezer Lipman Prinz̲: Parnas ledorot: Hagahot u-maʼamrot , Liepman Philip Prins (hebreo)
- 2000, Pereḳ shirah: Shirim zemirot u-verakhot, (hebreo)
- 2001, Aantekeningen in de marge : Liepman Philip Prins : een Ansterdamse geleerde uit de Mediene , Liepman Philip Prins, (holandés)
- 2002, Charlie recuerda, eds. Noam Eisenberg y Els Bendheim (inglés)
- 2003, Els Reminisces, (inglés)
- 2004, La sinagoga interior, Eisenmann Schul de Amberes